# Opština Vrnjačka Banja
Opština Vrnjačka Banja (v srbské cyrilici Општина Врњачка Бања) je základní jednotka územní samosprávy v Rašském okruhu v centrálním Srbsku. V roce 2002 zde žilo 26 492 obyvatel. Sídlem správy opštiny je město Vrnjačka Banja.

## Sídla
Pod tuto opštinu spadají následující sídla:
| - Goč (68) - Gračac (2011) - Lipova (955) - Novo Selo (3952) - Otroci (543) | - Podunavci (1446) - Rsavci (399) - Ruđinci (2019) - Stanišinci (391) | - Štulac (1142) - Vraneši (1418) - Vrnjačka Banja (9877) - Vrnjci (2025) - Vukušica (246) |